# ハワイ珍道中
『ハワイ珍道中』（ハワイちんどうちゅう）は、1954年（昭和29年）9月14日に製作・公開された日本の喜劇映画である。斎藤寅次郎監督。イーストマン・カラーによる新東宝初のカラー映画である。ハワイでロケーション撮影を行っている。

## スタッフ
- 製作 : 杉原貞雄
- 監督 : 斎藤寅次郎
- 脚本 : 八住利雄
- 撮影 : 友成達雄
- 照明 : 秋山清幸
- 音楽 : 原六郎
- 美術 : 加藤雅俊
- 録音 : 矢ノ口文雄

## キャスト
- 花村大吉 / 土人の王様 : 花菱アチャコ
- 半田 : 伴淳三郎
- 東 : 益田キートン
- 酒井 : 堺駿二
- 川畑 : 田端義夫
- 御園チエミ : 江利チエミ
- 白河 : 斎藤達雄
- アンナ : 安西郷子
- 山田八千代 : 坪内美子
- 千三 : 潮万太郎
- お京 : 宮川玲子
- 芸者はん子 : 神楽坂はん子
- 清子 : 清川虹子
- 土人の大臣 : 星十郎
- 部族の子供 : 堺正明（現・堺正章）